# Conspiration
«  Comploteur » redirige ici. Ne pas confondre avec Complotiste.
Pour les articles homonymes, voir Conspiration (homonymie).

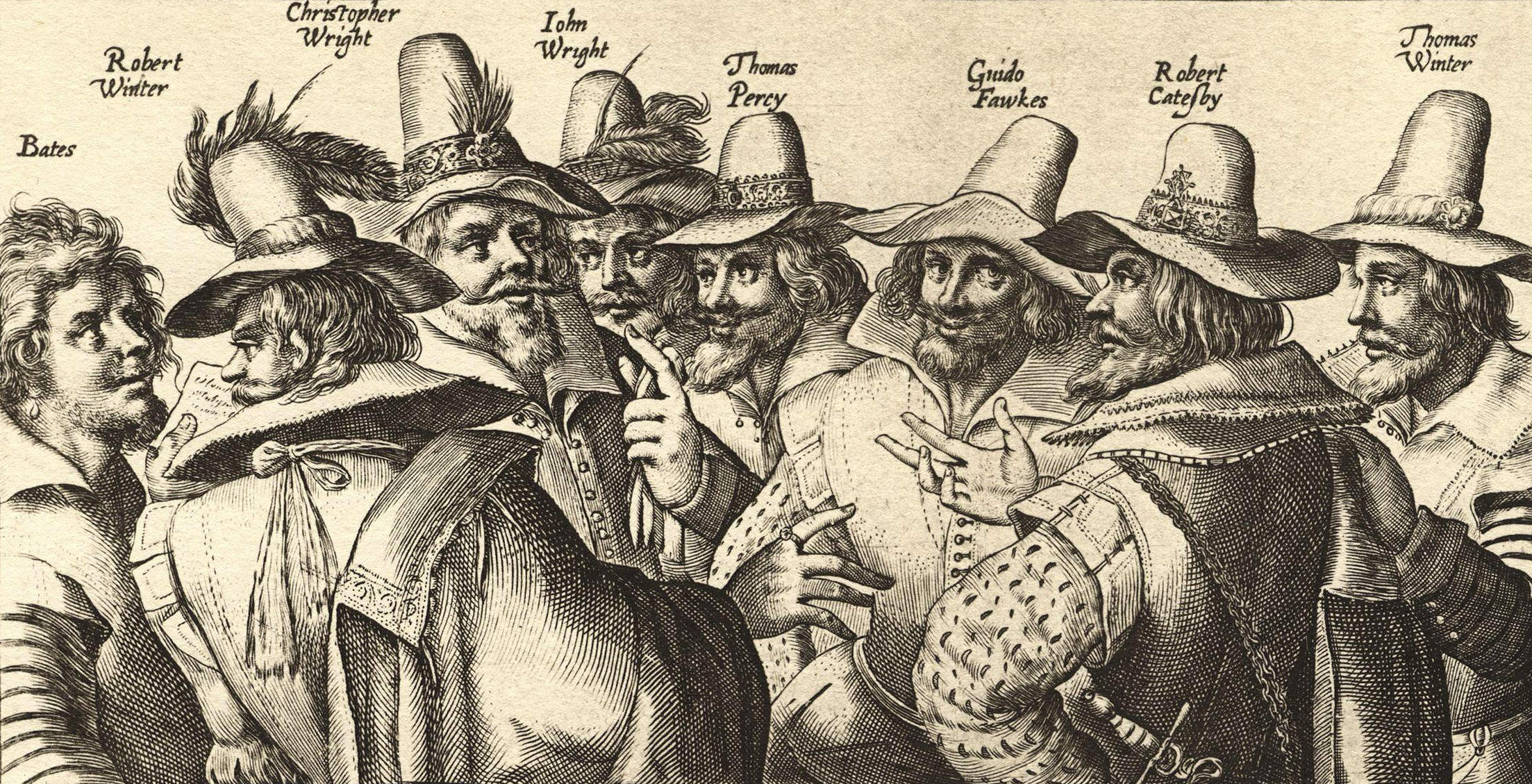
Gravure du XVIIe siècle représentant les artisans de la conspiration des Poudres.

Une conspiration est soit une entente secrète entre plusieurs personnes en vue de renverser le pouvoir établi, soit une organisation en vue d'attenter à la vie ou la sûreté d'une autorité. Le terme « conspiration » et ses quasi-synonymes, notamment « complot » et « conjuration », ont fait l'objet de distinctions sémantiques par plusieurs spécialistes de la langue.
Les objectifs d'une conspiration sont variés, ainsi que ses moyens. Le faux témoignage et la rumeur, l'enlèvement, l'attentat, l'assassinat et le coup d'État sont parmi les méthodes les plus visibles et les plus utilisées des conspirations connues. Si un coup d'État nécessite généralement le secret des putschistes, tous les assassinats et tous les attentats ne s'inscrivent pas dans le cadre d'une telle union secrète, et certains peuvent même être ouvertement tramés.

## Terminologie
François Guizot remarque que « les définitions de cabale, complot, conspiration et conjuration, bien que synonymes, marquent chacune de ces choses d'une empreinte si particulière qu'au lieu de les distinguer par des lignes de séparation, elles coupent, tranchent par des traits aussi forts que multipliés, leur ressemblance ».
Le rapport existant entre ces quatre termes avait déjà été remarqué par Roubaud au XVIe siècle. Ils signifient, une union entre particuliers, sujets ou citoyens, pour nuire, pour renverser, pour frapper un coup. Mais ils supposent des vues, des motifs et des effets bien plus graves : ils marquent des projets cachés et sinistres, qui ont d'ordinaire un dénouement tragique, qui ne vont pas à moins qu'à se défaire d'une personne odieuse, en l'immolant, s'il le fait; et ils annoncent dans ceux qui forment ces desseins coupables, des sentiments de vengeance, de haine profonde ou de patriotisme exalté. Par la cabale un homme est harcelé ou décrié, ou tout au plus chassé de son poste; mais il tombe victime d'un complot, d'une conspiration ou d'une conjuration. Ces derniers mots expriment des attentats à commettre : aussi dit-on tremper dans un complot, dans une conspiration et dans une conjuration, comme on dit tremper dans un crime.

### Cabale
La cabale est l'intrigue d'un parti ou d'une faction formée pour travailler, par des pratiques secrètes, à tourner à son gré les évènements ou le cours des choses. Ce mot tient au primitif cab, cap, affecté à ce qui rassemble, contient, renferme, enveloppe. L'idée naturelle et dominante de cabale est celle de prendre, accaparer, rassembler les esprits pour former un parti, et manœuvrer secrètement avec adresse.
La cabale a pour objet, d'emporter la faveur, le crédit, l'ascendant, l'empire ; de disposer des grâces, des emplois, des charges, des récompenses, des réputations, des succès, en un mot, des événements; enfin d'abaisser les uns, d'élever les autres. Dans les gouvernements, elle fait et défait des ministres, des généraux, des officiers. Dans la république des lettres, elle étouffe la réputation des auteurs, ou fait la fortune des ouvrages.
Au théâtre, la cabale est et était fréquemment utilisée pour abattre une pièce dès sa première représentation grâce à la claque. Dès pratiques organisées analogues peuvent se trouver dans l'opéra. Durant l'antiquité le cirque avec ses factions hostiles en était un lieu privilégié avec de multiples prolongements externes à caractère politique.
Dans les entreprises, dans l'administration, elle oppose des groupes reliés par la commune origine scolaire ou universitaire, syndicale ou politique et peut être dirigée contre une personnalité ou un projet.

### Complot
Le complot se distingue aisément de ses synonymes : il a moins de généralité ou d'étendue. Le complot a pour objet de nuire, et ses vues sont toujours criminelles. Cependant il n'a lieu qu'entre deux ou quelques personnes, et il est ordinairement dirigé contre un seul homme. Des malfaiteurs font le complot d'assassiner un passant pour le dépouiller ; des délateurs, celui d'accuser un homme de bien, pour obtenir les grâces d'un gouvernement soupçonneux et crédule : des traîtres, celui d'ouvrir les portes de la ville à l'ennemi pour obtenir le prix de la trahison, des ambitieux, celui de calomnier et de décrier un ministre pour lui succéder ; des Astarbé, celui d'empoisonner un Pygmalion pour ceindre du bandeau royal la tête de son amant. Partout où il y a deux méchants, il n'y a ni personne, ni droit, ni autorité, ni puissance a l'abri d'un complot, c'est-à-dire d'un attentat sourdement concerté.
Complot vient de cum, avec, et du français pelote, peloton. Comploter, faire une pelote ensemble signifie donc ourdir ou tramer en petit nombre. Être la victime d'un infâme complot (Clemenceau, L'Iniquité, 1899, p. 18). À l'opposé d'une conspiration et d'une conjuration qui désignent des projets plus vastes, impliquant un plus grand nombre, le complot tramé à deux ou en petit groupe, vise des objets plus réduits. Le complot est élémentaire, restreint. Il est aussi plus noir, plus lâche et suppose une bassesse et une méchanceté profonde. Un complot infâme. Voltaire au sujet d'un complot de La Truaumont contre Louis XIV : Ce fut plus une lâche trahison mal ourdie qu'une conspiration.
Voir Prise d'armes.

### Conspiration et conjuration
Conspiration et conjuration sont des unions ou complot d'un assez grand nombre contre l'État, le souverain ou les dirigeants, pour le renverser par la force. Le mot de conjuration enchérit dans tous les cas sur celui de conspiration[réf. nécessaire].
Conspiration, du latin con spirare, respirer avec, être animé du même esprit, marque l'accord profond, intellectuel et sentimental, des conspirateurs. Le terme de conspiration n'indique pas plus la volonté de nuire que celle de servir. Une conspiration peut être en faveur de quelqu'un. La conspiration faite en faveur des Tarquins (Montesquieu). Les républicains bénissaient la conspiration de Brutus contre César pour la liberté, entreprise autorisée par les anciennes lois. Une conspiration signifie un changement d'ordre au profit de quelqu'un. On conspire ordinairement pour changer ceux qui règnent, ceux qui commandent, ceux qui gouvernent, ceux qui participent à la chose publique; et en prévenant ce que le temps aurait fait sans la conspiration. Albéroni forme une conspiration contre le régent de France, pour que l'autorité change de main. Les courtisans, les princes, la reine, le roi lui-même, en forment plusieurs contre Richelieu, pour se soustraire a un empire dur et absolu. La Conspiration des poudres, vraie ou supposée, ne menace que le parlement ou les représentants de la nation, sans toucher aux droits du peuple, et à la forme même du gouvernement. La Conspiration n'est pas aussi sanglante qu'une conjuration, et peut-même parfois réaliser ses objectifs, sans trouble ni violence. Conspiration évoque un projet dont la réalisation est lointaine et pour lequel les conspirateurs ont longuement discuté. Une machination dont la complexité nécessite un secret total sous peine d'être détruit.
Conjuration, du latin conjuratio formé de cum jurare (jurer avec), désigne une réunion dont les membres se sont liés par un serment. La conjuration a pour objet d'opérer un grand changement, une révolution d'État ou dans l'État, soit à l'égard de la personne du souverain légitime, soit à l'égard des droits inviolables de l'autorité, soit dans les formes propres et caractéristiques du gouvernement, soit dans les lois fondamentales et constitutives. Catilina se propose, dans sa conjuration, de détruire les derniers des Romains et sa patrie, s'il ne parvient à l'asservir. La conjuration de Bédemare prépare la ruine de la république de Venise. La vie des plus grands personnages, la royauté, la religion de l'État, tout est menacé dans la Conjuration d'Amboise. Rienzi veut rétablir, par sa conjuration, le tribunal et l'ancienne liberté de Rome contre la constitution présente de l'empire.
Une conjuration évoque une extermination, une ruine totale. Voltaire parlant de la Conspiration des poudres, l'appelle tout d'abord de ce nom comme tout le monde, puis voulant en faire sentir toute l'horreur il ajoute : « Tous les autres complots qu'ont produits la vengeance, la politique, la barbarie des guerres civiles, le fanatisme même, n'approchent pas de l'atrocité de la Conjuration des Poudres ». La conjuration évoque un projet à la veille de son exécution. Les conjurés se rassemblent aux deniers instants, où l'intensité d'un évènement les poussent à se jurer serment. Une conjuration nécessite le secret, mais pour la dissiper, les conjurés doivent être battus à la manière d'une ligue. « Toutes les puissances du monde, quoique liguées et conjurées, ne prévaudront pas contre Louis XIV ». La conjuration, d'abord contenue, comme une simple conspiration, dans un certain cercle de conjurateurs, est contrainte d'appeler à son secret et à son secours, une foule de conjurés nécessaires à de grandes et périlleuses entreprises ; de manière que plus elle devient redoutable par le nombre, plus elle a elle-même à redouter : c'est pourquoi le sort ordinaire des conjurations est d'être découvertes.
La cabale mène au complot ; le complot à la conspiration ; la conspiration à la conjuration ; la conjuration à la révolte. Si vous accordez quelque chose à la cabale, bientôt rien ne se fera que par cabale. Si vous n'arrêtez de bonne heure les complots, vous en serez le promoteur, le complice, et enfin la victime. Si les conspirations vous font trembler, plier, céder vous deviendrez l'esclave et le jouet de la conspiration. Si vous pardonnez la conjuration par un esprit de prudence et un sentiment de bonté, que ce soit en déployant le plein pouvoir de punir ; que ce soit comme Louis XII pardonne aux Génois soumis, contrits, prosternés, dans l'attente de la peine, sous le glaive vengeur.

## Accusation du crime de conspiration

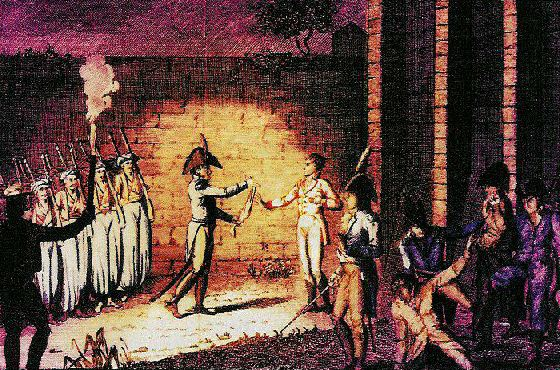
Exécution du duc d'Enghien le 21 mars 1804

La « conspiration » est un chef d'accusation possible dans les systèmes légaux de nombreux pays. C'est ainsi que Louis XVI fut accusé de « conspiration contre la liberté publique et la sûreté générale de l'État » par la Convention auto-instituée en tribunal. Il fut reconnu coupable.
Les conspirations, constante de l'Histoire, ont toujours été considérées avec la plus grande sévérité dans les systèmes juridiques. Et généralement une sentence de peine capitale était suspendue à l'accusation, prouvée ou non, du crime de conspiration. Ce qui en a fait une arme politique redoutable.
L'accusation infondée du crime de conspiration peut faire partie intégrante d'une véritable conspiration.
En 1946, au procès de Nuremberg des dirigeants du régime nazi, le chef d'accusation n°1 est nommé « plan concerté ou complot » (tandis que le « crime contre la paix », le « crime de guerre », et le « crime contre l'humanité » ne sont que les chefs d'accusation n°2, 3 et 4). La formulation du chef d'accusation n°1 commence ainsi : « Tous les accusés ont participé en qualité de chefs, d'organisateurs, d'instigateurs ou de complices, à la conception ou à l'exécution d'un plan concerté ou complot ayant pour objet de commettre des crimes contre la Paix, des crimes de guerre et des crimes contre l'Humanité, ou impliquant la perpétration de ces crimes, tels qu'ils sont définis dans le Statut de ce Tribunal ; ils sont, aux termes de ce Statut, individuellement responsables de leurs propres actes et de tous les actes commis par des personnes quelconques dans l'exécution de ce complot ». Le chef d'accusation n°1 a de l'importance aux yeux de l'institution juridique internationale : il a pour rôle d'établir que les accusés peuvent être tenus pour responsables et d'écarter l'idée que le régime pour lequel ils travaillent est un phénomène social dépassant la volonté de ses membres (lesquels pouvant prétendre l'avoir seulement subi).

### Condamnés célèbres
- 1587 : la reine Marie Stuart, accusée d'avoir conspiré contre Élisabeth Ire, fut condamnée à mort et exécutée le 8 février 1587 par trois coups de hache[10].
- 1606 : Guy Fawkes était en grande partie responsable de l'exécution du plan connu sous le nom de « conspiration des Poudres ».
- 1793 : lors de son procès expéditif, Louis XVI, roi de France, fut accusé de « conspiration contre la liberté publique et la sûreté générale de l'État » par la Convention nationale le 15 janvier 1793. Il fut condamné à mort et exécuté le 21 janvier 1793[11].
- 1804 : Louis-Antoine-Henri de Bourbon, Duc d'Enghien, fut soupçonné par d’avoir participé à un attentat contre Napoléon. Enlevé secrètement dans la nuit du 15 mars, accusé de « complot contre la sûreté de l'État », jugé devant un conseil de guerre et condamné à mort le 20 mars, il est exécuté le 21 mars 1804 dans les fossés de Vincennes[12].
- 1865 : Lewis Powell, Mary Surratt, David Herold et George Atzerodt sont exécutés par pendaison pour avoir joué un rôle dans l'assassinat d'Abraham Lincoln.
- 1900 : Paul Déroulède, André Buffet, Eugène de Lur-Saluces, Jules Guérin et Marcel Habert, déférés en Haute Cour en 1899, sont condamnés pour avoir concerté, en 1898 et 1899, « un complot ayant pour but de détruire ou de changer le gouvernement ».
- 1947 : lors du procès de Nuremberg, Wilhelm Keitel, officier général allemand, a été condamné à mort pour plan concerté ou complot, crimes contre la paix.
- 1957 : au cours d'un procès secret, le dirigeant communiste hongrois Imre Nagy est accusé d'une « conspiration, en alliance avec les impérialistes étrangers, visant à renverser » le régime communiste hongrois[13]. Il est exécuté le 16 juin 1958 dans la prison de Budapest par pendaison.
- 1963 : à la suite de l'échec de l'Opération Charlotte Corday, le lieutenant-colonel Jean-Marie Bastien-Thiry est condamné à la peine capitale aux motifs de complot contre la sûreté de l'État et tentative d'assassinat contre le président de la République. Il est exécuté au fort d'Ivry, le 11 mars 1963, à l'âge de 35 ans, laissant une veuve et trois orphelines[14].
- 1964 : à la suite du Complot de juillet 1963, au terme d'un procès de quatre mois, Ben Barka est condamné à mort, par contumace, avec les conjurés Mohamed Basri, Omar Benjelloun et Mohamed Bensaid Aït Idder, pour complot et tentative d'assassinat contre le roi, le 14 mars 1964[15].

## Conspirations et controverses
On désigne habituellement comme théories du complot des explications d'événements historiques ou politiques faisant allusion à des forces occultes, plus ou moins mystérieuses et vraisemblables, et agissant intentionnellement et de concert en vue de certaines fins, plus ou moins difficiles à déchiffrer. Le plus souvent, l'usage du terme « théorie du complot » implique, du point de vue de l'énonciateur, que le complot en question est imaginaire - ce qui, par définition, sera une perspective vigoureusement contestée du côté de ceux qui croient ou soutiennent l'existence du « complot » en question.
Ces théories du complot vont des diverses explications de l'assassinat de John F. Kennedy à l'invocation d'extraterrestres pour expliquer le destin de l'humanité, dérivant alors dans des versions sectaires. Certains auteurs semblent considérer que les adeptes des « théories du complot » (terme qui sous-entend le caractère imaginaire du complot en question) se sont multipliés dans la seconde moitié du XXe siècle. Outre les cas de JFK ou, plus récemment, des attentats du 11 septembre 2001, l'histoire agitée de l'Italie pendant les années de plomb, avec, par la suite, la révélation de l'existence d'une organisation clandestine Gladio ainsi que d'une loge pseudo-maçonnique P2, a conduit à populariser l'expression dietrologia, discipline qui bénéficie de ses « spécialistes ». Ces derniers, historiens ou journalistes, sont spécialistes des affaires judiciaires et tentent en effet de percer les arcanes du pouvoir et les jeux cachés de la guerre froide. Gladio et la pseudo-loge P2 fournissent un excellent exemple de l'ambiguïté entre « théorie du complot » et « complot », dans la mesure où si l'existence de ces deux entités est aujourd'hui reconnue, tant par la justice italienne que par la presse nationale et internationale, le rôle exact de celles-ci lors des années de plomb est quant à lui beaucoup plus controversé.

### Controverses historiques
La proximité temporelle des événements contemporains complique leur appréhension. Leur analyse suscite donc de nombreuses controverses ou polémiques. Néanmoins des controverses aux sujets d'événements plus anciens peuvent perdurer (bataille de Little Big Horn) – ou apparaître à la lueur de nouveaux éléments (mort de Napoléon).
Dans l'après-guerre, l'événement qui a le plus suscité d'interprétations concurrentes est certainement l'assassinat du président John Fitzgerald Kennedy en 1963. La Commission Warren de 1964 a conclu que l'assassinat n'était pas le fruit d'une conspiration. Cette conclusion a immédiatement été rejetée par ses détracteurs. De nombreux ouvrages critiques ont alors été publiés dont Rush to Judgment de l'avocat Mark Lane. En 1976, l'enquête du House Select Committee on Assassinations (HSCA) du Congrès a conclu à une conspiration. Les détracteurs du rapport de la commission Warren se sont alors vu justifiés dans leur démarche.

### Complots avérés
Certains complots largement combattus par les médias et pouvoirs publics pendant un temps peuvent toutefois s'avérer finalement bien réels, et finement orchestrés par des lobbies puissants. L'anthropologue de la santé Didier Fassin, professeur au Collège de France, cite dans son allocution consacrée aux « thèses conspirationnistes » l'exemple caractéristique des peintures au plomb. Alors que leur nocivité est connue depuis l'Antiquité, le lobby de la peinture a réussi à opérer une pression politique telle que ces peintures ont non seulement continué d'être commercialisées malgré l'évidence croissante de leurs effets tragiques notamment sur les enfants, mais ont même été encouragées avec la complicité des pouvoirs publics et de fausses études scientifiques (junk science), constituant ainsi un complot politico-financier objectif entraînant des milliers de morts, de manière désormais parfaitement documentée.
L'ouvrage La Fabrication du consentement : De la propagande médiatique en démocratie d'Edward S. Herman et Noam Chomsky (1988), qui a inspiré le film Propaganda, la fabrique du consentement en 2017, cite de nombreux autres exemples.

### Le folklore de la conspiration
En marge des questions politiques sérieuses, une véritable sous-culture de la conspiration est apparue, principalement aux États-Unis, où un syncrétisme fusionnant des matières aussi éloignées que la conspiration politique, l'ufologie, la culture des drogues, le New Age, et bien d'autres encore, a généré un folklore aujourd'hui repris par l'industrie cinématographique américaine. X-Files, Men in Black, Zone 51, Da Vinci Code, Illuminati et extraterrestres, tels sont les mots clés de ce bestiaire des temps modernes.

## Dans la culture populaire
L'histoire des complots inspire de nombreuses œuvres, par exemple :
- Le roman Cinq-Mars ou Une conjuration sous Louis XIII d'Alfred de Vigny en 1826 ;
- l'opéra du même titre de Charles Gounod en 1877 ;
- Le Complot de René Gainville au sujet de l'OAS ;
- Le Complot d'Agnieszka Holland au sujet de l'assassinat du prêtre Jerzy Popieluszko par la police secrète communiste Służba Bezpieczeństwa en 1984 ;
- JFK d'Oliver Stone au sujet de l'assassinat de Kennedy.

Certaines œuvres, sans s'y référencer ouvertement, s'inspirent de complots historiques, par exemple : le film I... comme Icare d'Henri Verneuil présentant l'assassinat d'un président français, s'inspire fortement de l'assassinat de Kennedy.
La Conjuration des imbéciles de John Kennedy Toole est un roman totalement imaginaire.